# بينغت بيرغر
بينغت بيرغر (بالسويدية: Bengt Berger)‏ هو ملحن ومنتج أسطوانات سويدي، ولد في 31 أغسطس 1942 في ستوكهولم في السويد.

## وصلات خارجية
- بينغت بيرغر على موقع IMDb (الإنجليزية)
- بينغت بيرغر على موقع ميوزك برينز (الإنجليزية)
- بينغت بيرغر على موقع قاعدة بيانات الأفلام السويدية (السويدية)
- بينغت بيرغر على موقع أول ميوزيك (الإنجليزية)
- بينغت بيرغر على موقع ديسكوغز (الإنجليزية)